# New Wave (festival)
Il New Wave (in russo Новая волна?, Novaja volna, in lettone: Jaunais Vilnis) è un festival musicale internazionale nato nel 2002 e tenuto annualmente prima a Jūrmala e in seguito a Soči.

## Storia
Il New Wave nacque nel 2002 su idea del cantante russo Igor Krutoi e del compositore e pianista lettone Raimonds Pauls. La prima edizione si tenne presso la Dzintari di Jūrmala, in Lettonia, e riunì 10 Stati, principalmente post-sovietici. A trionfare fu la Russia con gli Smash!!.
Le prime tre edizioni sono state trasmesse in Eurovisione da Pervyj kanal e LTV7.
Nel 2015, a causa dell'inasprimento delle relazioni tra Russia e Lettonia in seguito all'annessione russa della Crimea, la nazione baltica bandì tre cantanti russi, Valerija, Iosif Kobzon e Oleg Gazmanov, a causa delle loro posizioni politiche, e ciò portò gli organizzatori dell'evento a spostare la sede presso la New Wave Hall di Soči.

## Stati partecipanti
| Anno | Esordio                                                                                                   |
| ---- | --- |
| 2002 | Bulgaria - Estonia - Georgia - Israele - Kazakistan - Lettonia - Lituania - Russia - Spagna - Stati Uniti |
| 2003 | Armenia - Moldavia - Regno Unito - Svezia - Turchia - Ucraina - Uzbekistan                                |
| 2004 | Canada - Germania - Norvegia                                                                              |
| 2005 | Bielorussia                                                                                               |
| 2006 | Austria - Danimarca - Irlanda - Italia                                                                    |
| 2007 | Grecia - Rep. Ceca - Polonia - Romania                                                                    |
| 2008 | Finlandia - Kirghizistan - Macedonia                                                                      |
| 2009 | Cina - Francia - Indonesia                                                                                |
| 2010 | Brasile - Azerbaigian                                                                                     |
| 2011 | Togo |
| 2012 | Messico - Nigeria                                                                                         |
| 2013 | Cuba - Vietnam                                                                                            |
| 2015 | Croazia - Svizzera                                                                                        |
| 2018 | Malta |

## Vincitori
| Anno | Nazione             | Cantante              | Note   |
| ---- | ------------------- | --------------------- | ------ |
| 2002 | Russia              | Smash!!               | [ 3 ]  |
| 2003 | Russia              | Anastasija Stockaja   | [ 4 ]  |
| 2004 | Lettonia            | Cosmos                |        |
| 2005 | Lettonia            | Intars Busulis        | [ 5 ]  |
| 2006 | Stati Uniti         | Angelina La Rose      | [ 6 ]  |
| 2007 | Moldavia            | Natalia Gordienko     | [ 7 ]  |
| 2008 | Georgia             | Duo Georgia           | [ 8 ]  |
| 2009 | Indonesia Ucraina   | Sandhy Sondoro Jamala | [ 9 ]  |
| 2010 | Armenia             | Sonya Shahgeldyan     | [ 10 ] |
| 2011 | Stati Uniti         | Jayden Felder         | [ 11 ] |
| 2012 | Russia              | Niloo                 | [ 12 ] |
| 2013 | Cuba                | Roberto Kel Torres    | [ 13 ] |
| 2014 | Georgia             | Nutsa Buzaladze       | [ 14 ] |
| 2015 | Croazia             | Damir Kedžo           | [ 15 ] |
| 2016 | Italia Croazia      | Walter Ricci Dino     | [ 16 ] |
| 2017 | Armenia             | Erna Mir              |        |
| 2017 | Moldavia            | DoReDos               |        |
| 2017 | Uzbekistan          | Sardor Milano         |        |
| 2018 | Russia              | Dan Rosin             |        |
| 2019 | Albania             | Inis Neziri           |        |
| 2020 | Edizione cancellata | Edizione cancellata   | [ 17 ] |
| 2021 | Armenia             | Saro Gevorgyan        |        |
| 2024 | Armenia             | Anahit Hakobyan       | [ 18 ] |